# Anhimella contrahens
Anhimella contrahens är en fjärilsart som beskrevs av Walker 1860. Anhimella contrahens ingår i släktet Anhimella och familjen nattflyn. Inga underarter finns listade i Catalogue of Life.